# Гайлит, Ян Петрович
Ян Петро́вич Га́йлит (Гайлитис) (25 мая 1894 — 1 августа 1938) — советский военный деятель, комкор (1935).

## Биография
Работал батраком. Окончил Вольмарское городское училище и землеустроительные курсы. Работал землемером. В 1915 году призван в армию. В 1916 году окончил школу прапорщиков. Участник 1-й мировой войны, воевал в составе 10-го Малороссийского гренадерского полка, подпоручик.
В 1918 году вступил в РКП(б). С марта 1918 года в РККА. С мая 1918 года командир 1-го Латышского боевого отряда. В июне 1918 года командующий Пензенской группой войск на Восточном фронте. С 6 по 23 июля 1918 года начальник Пензенской дивизии. С ноября 1918 года начальник штаба 2-й стрелковой бригады, с января 1919 года командир 1-й стрелковой бригады 26-й стрелковой дивизии. С 26 марта 1919 года по 16 апреля 1919 года и с 25 ноября 1919 года по 26 октября 1921 года начальник 26-й стрелковой дивизии.
После войны окончил Высшие академические курсы. Был командиром 10-го стрелкового корпуса в Сибири, помощником командующего войсками Западно-Сибирского военного округа, с 1928 года — помощником командующего войсками Северо-Кавказского военного округа, с 1930 года — заместителем начальника Главного управления Штаба РККА.
В 1933—1937 годах командующий войсками Сибирского военного округа. С 1936 года член Военного совета при наркоме обороны СССР. В мае 1937 года переведён на должность командующего войсками Уральского военного округа.
15 августа 1937 года арестован. 1 августа 1938 года приговорён Военной коллегией Верховного Суда СССР за шпионаж и участие в контрреволюционной организации к смертной казни. Расстрелян в тот же день. 28 ноября 1956 года реабилитирован.
В 2021 году в Екатеринбурге на доме №2 по улице 8 Марта, где жила семья Гайлит, установлена памятная табличка в рамка проекта «Последний адрес».

## Семья
Жена — Клеопатра Никифоровна Гайлит (1896— 1940, Темлаг), писательница, журналистка, работала в Западно-Сибирском краевом издательстве, была арестована в конце августа 1937 года и приговорена в декабре 1938 года к пяти годам лагерей как член семьи изменника Родины, умерла в лагере. Реабилитирована в 1958 году. Дети — сын Георгий (1922 г.р.) и дочь Валентина (1926 г.р.) были отправлены в детские дома. В 1958 году Валентина Яновна Гайлит жила в Тбилиси (туда была отправлена справка реабилитации ее матери), судьба Георгия Гайлита неизвестна.

## Воинские чины и звания
- Рядовой — 09.1915
- Прапорщик — 22.09.1916
- Подпоручик — 1917
- Комкор — 20.11.1935[9]

## Награды
- Орден Красного Знамени (1920)